# Laytham
Laytham – wieś w Anglii, w hrabstwie East Riding of Yorkshire. Leży 37 km na zachód od miasta Hull i 265 km na północ od Londynu.